# Nou Barris

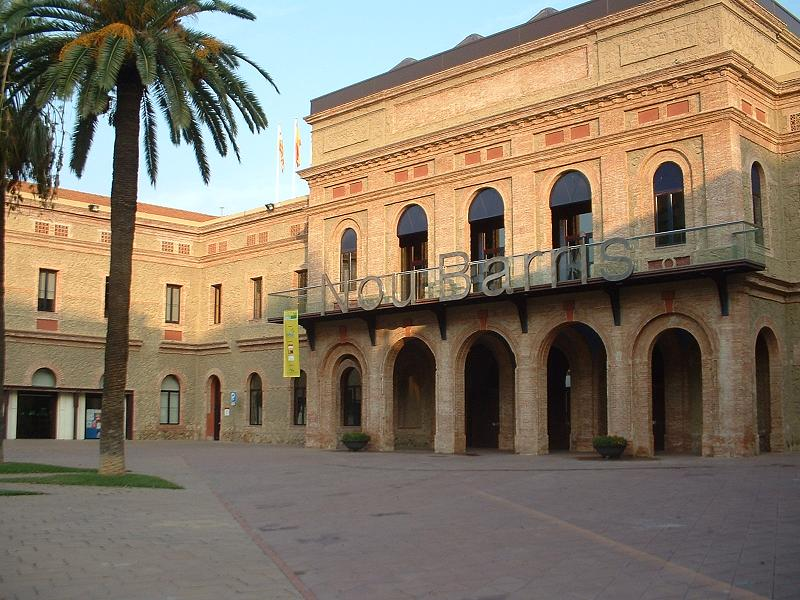
Siedziba władz Nou Barris w dawnym szpitalu psychiatrycznym

Nou Barris (hiszp. Nueve Barrios; kat. dziewięć dzielnic) - jedna z dziesięciu głównych dzielnic Barcelony, położona w północnej części miasta. Jej nazwa odnosi się do dziewięciu mniejszych jednostek administracyjnych, które wchodziły w jej skład w momencie jej formalnego utworzenia (obecnie jest ich 14). Powierzchnia Nou Barris wynosi 8,04 km².
Dzielnica, słabo zurbanizowana jeszcze na początku XX wieku, przeżywała swój najszybszy rozwój w latach 50. XX stulecia, po 1990 r. liczba jej mieszkańców zaczęła ponownie spadać. Obecnie w Nou Barris mieszka około 170 tys. osób, w tym duże skupiska imigrantów romskich, ukraińskich oraz ekwadorskich. 

## Wewnętrzny podział
W skład Nou Barris wchodzą następujące jednostki administracyjne: 
- Can Peguera
- Porta
- Canyelles
- Ciutat Meridiana
- Guineueta
- Prosperitat
- Vallbona
- Verdum
- Vilapicina
- Roquetes
- Trinitat Vella
- Trinitat Nova
- Torre Baró
- Torre Llobeta
- Turó de la Peira